# Agencja Wielostronnych Gwarancji Inwestycji
Agencja Wielostronnych Gwarancji Inwestycji (ang.: Multilateral Investment Guarantee Agency, MIGA) jest członkiem Grupy Banku Światowego oraz jednym z podmiotów ponadnarodowej polityki gospodarczej.
Powstała w 1988 r. w Waszyngtonie z kapitałem początkowym wynoszącym 1 mld USD. Posiada odrębny statut i organy. Obecnie w organizacji zrzeszonych jest 175 członków. Prezydentem MIGA jest Robert Zoellick.

## Zadania agencji
- zwiększenie przepływu kapitału pomiędzy krajami rozwiniętymi a krajami rozwijającymi się, a także pomiędzy rozwijającymi się
- zapewnienie doradztwa w zakresie zwiększania atrakcyjności inwestycyjnej dla zagranicznych inwestorów
- udzielanie gwarancji od ryzyka niehandlowego
- uczestnictwo w dialogu między państwem inwestującym a importerem kapitału i instytucjami zajmującymi się transferem
- współpraca z instytucjami ubezpieczeniowymi

## Agencja ubezpiecza na wypadek
- wywłaszczenia
- zerwania umowy przez kraj, który jest odbiorcą inwestycji
- problemów z wymienialnością waluty danego kraju
- wydarzeń natury politycznej (wojna lub niepokoje społeczne), które bezpośrednio wpływają na inwestycje

Limit ubezpieczeniowy na jeden projekt jest odgórnie ustalony i wynosi 50 mln USD.
Do tej pory łączna wartość gwarantowanych inwestycji wyniosła ok. 16 mld USD.